# Skrajny Hawrani Kopiniak
Skrajny Hawrani Kopiniak (ok. 1720 m) – turnia w północno-zachodniej grani Hawrania w słowackich Tatrach Bielskich. Grań ta oddziela Dolinę Czarnego Potoku od Doliny Hawraniej. Zadni Hawrani Kopiniak znajduje się pomiędzy Niżnią Hawranią Ławką (ok. 1710 m) na południu, a Jelenim Siodłem (ok. 1480 m) na północy. Nazwy te utworzył Władysław Cywiński w 4 tomie przewodnika Tatry.
Od strony Doliny Czarnego Potoku Skrajny Hawrani Kopiniak to niepozorna skała wznosząca się nad łanami kosodrzewiny, natomiast do Doliny Hawraniej opada ścianą o wysokości około 250 m. Jest to jedna z największych ścian w całych Tatrach – i jak dotąd dziewicza (niezdobyta przez taterników). Obecnie znajduje się w zamkniętym dla turystów i taterników obszarze ochrony ścisłej Tatrzańskiego Parku Narodowego. Oprócz zakazu wspinaczki, od pokonania jej odstrasza jej pionowość i wysokość oraz kruszyzna.
Pierwsze przejście granią z Jeleniego Siodła na Niżni Hawrań: Władysław Cywiński 13 października 1993 r. (trudność: miejscami 0, I, II w skali tatrzańskiej).